# Piața 14 Decembrie 1989 din Iași
Piața 14 Decembrie 1989 este o piață din Iași (România) situată în centrul orașului, la intersecția dintre strada Cuza Vodă, strada 14 Decembrie 1989 și strada Vasile Alecsandri. Este parte a perimetrului special de protecție „Centrul istoric și Curtea Domnească” (cod de clasificare IS-I-s-A-03504 din Lista monumentelor istorice din județul Iași). A fost denumită astfel pentru a comemora protestul din 14 decembrie 1989 împotriva regimului comunist. 
Clădirile reprezentative pentru această piață sunt Palatul Neuschotz (cunoscut în prezent drept sediu al restaurantului și hotelului „Select”) și hotelul Continental.

## Istoric
Această stradă a făcut parte din Ulița Mare (Bulevardul Ștefan cel Mare) până la realizarea unei străpungeri care a permis acces direct din Piața Unirii (Hotel Traian) până la Palatul Culturii. 
Piața este închisă pe partea de nord (dincolo de strada Cuza Vodă) de Palatul Cantacuzino-Pașcanu, sediu al Primăriei Iașului din 1911 până în 1970. Această prezență, împreună cu omogenitatea arhitecturii urbane a zonei, au făcut ca de-a lungul timpului să fie amplasate aici mai multe statui (unele din ele dând și denumirea pieței în anumite intervale de timp): o fântâna arteziană cu delfini (pe la 1920, în prezent în Parcul Expoziției din Copou), o fântână cu lei (dedicată independenței României - distrusă), statuia lui George Mârzescu (între 1935-1940, distrusă în 1940), statuia lui Vasile Lupu (1940-1942, în prezent la Orhei), statuia lui Alexandru Xenopol (în prezent în fața Universității „Alexandru Ioan Cuza”).
În prezent, piața este simplă parcare de mașini și stație de taxi.

### Evenimentele din 14 decembrie 1989
Denumirea actuală a pieței și a străzii care leagă strada Cuza Vodă de bulevardul Ștefan cel Mare comemorează protestul din 14 decembrie 1989 împotriva regimului comunist. 

În 1992, pe fațada Hotelului Continental a fost amplasată o placă comemorativă pe care este gravat: „Această placă marchează trei ani de la evenimentele din 14 decembrie 1989 orele 1600 din Piața Unirii, cînd Iașul a dat semnalul începerii Revoluției Române.”

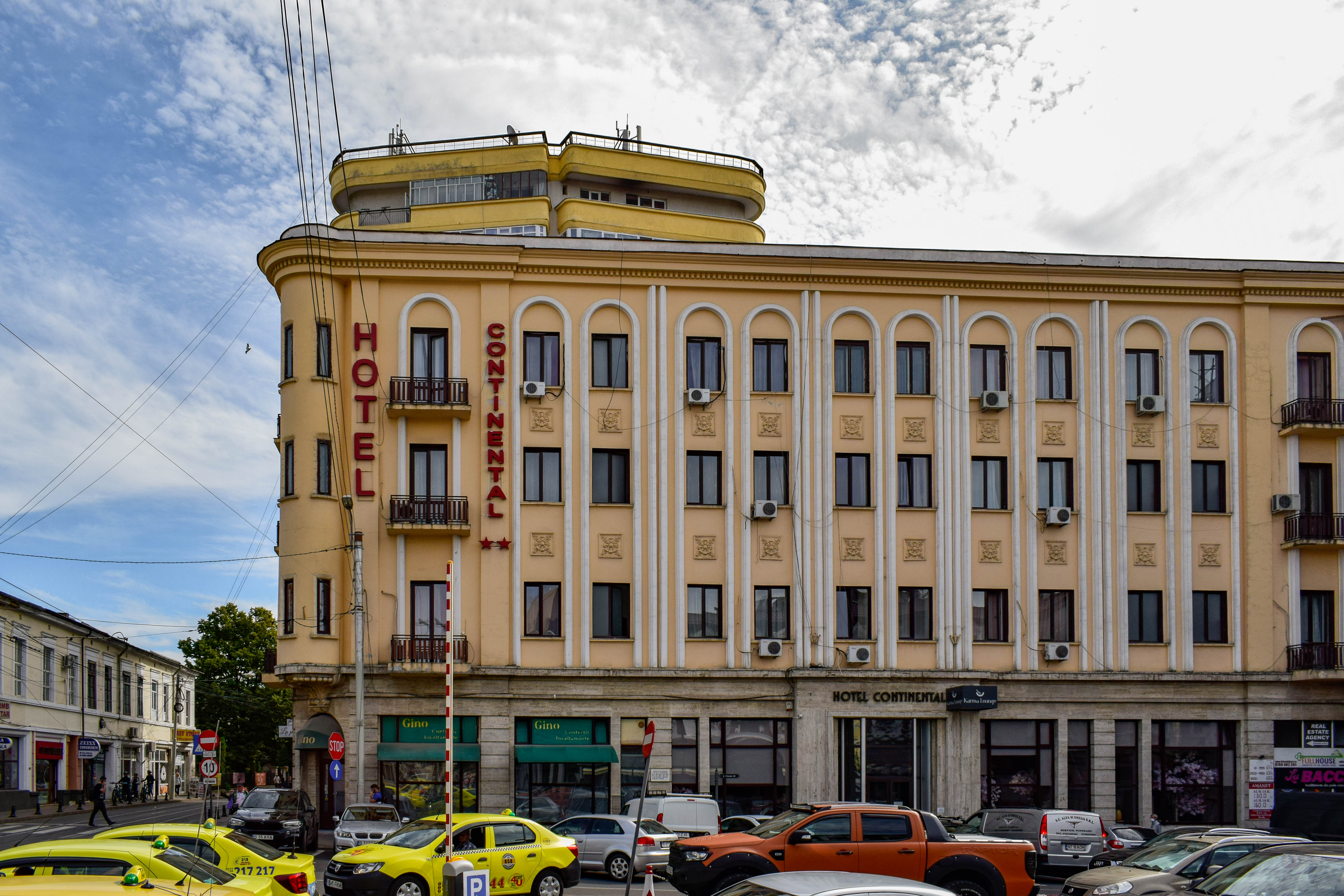
Hotelul Continental

## Monumente istorice
- Palatul Neuschotz (IS-II-m-B-03838)
- Hotelul Continetal (IS-II-m-B-03840)

## Trafic auto și transport public
Piața este retrasă la sud de strada Cuza Vodă, la intersecția acesteia cu străzile 14 Decembrie 1989 și Vasile Alecsandri. Traficul auto se desfășoară pe direcția sud-nord, de pe strada 14 Decembrie 1989 către strada Vasile Alecsandri.

În ceea ce privește transportul în comun, Piața 14 Decembrie 1989 este deservită de stația Piața Unirii, cu următoarele linii: liniile 1, 3, 6, 7, 8, 9, 13 (tramvai), 36 și 50 (autobuz).

Galerie imagini
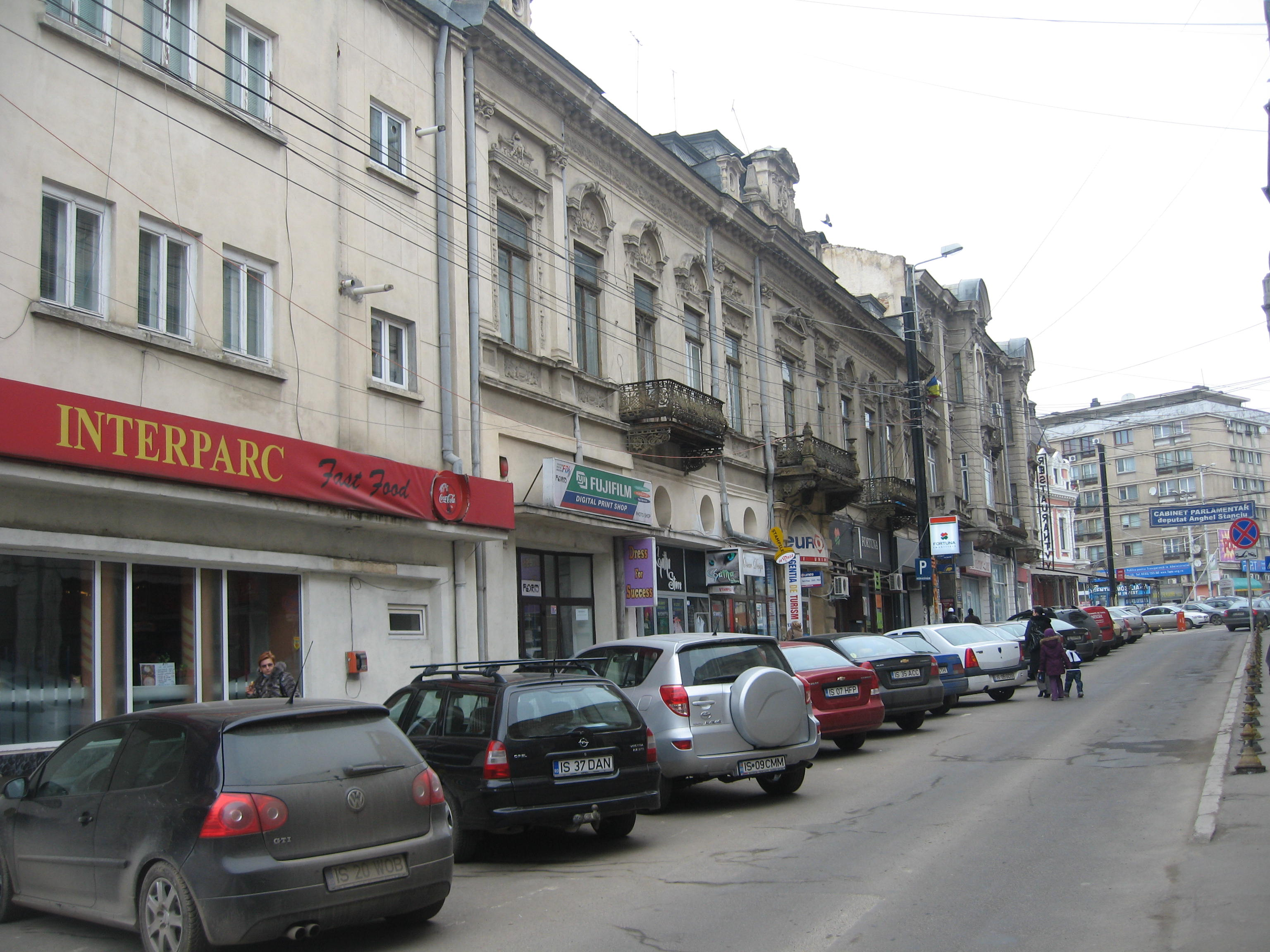
Strada 14 Decembrie 1989
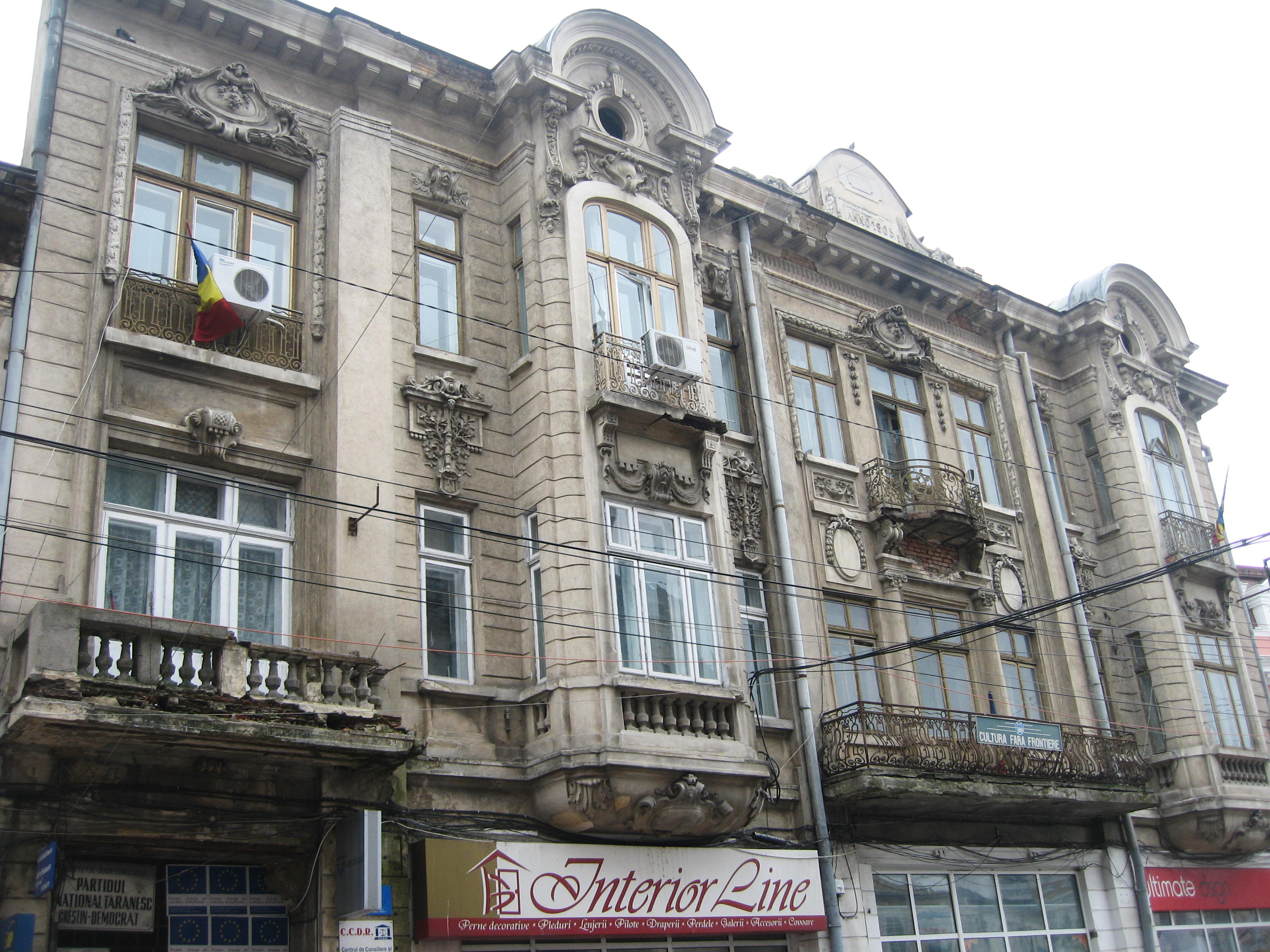
Casă de pe strada 14 Decembrie 1989
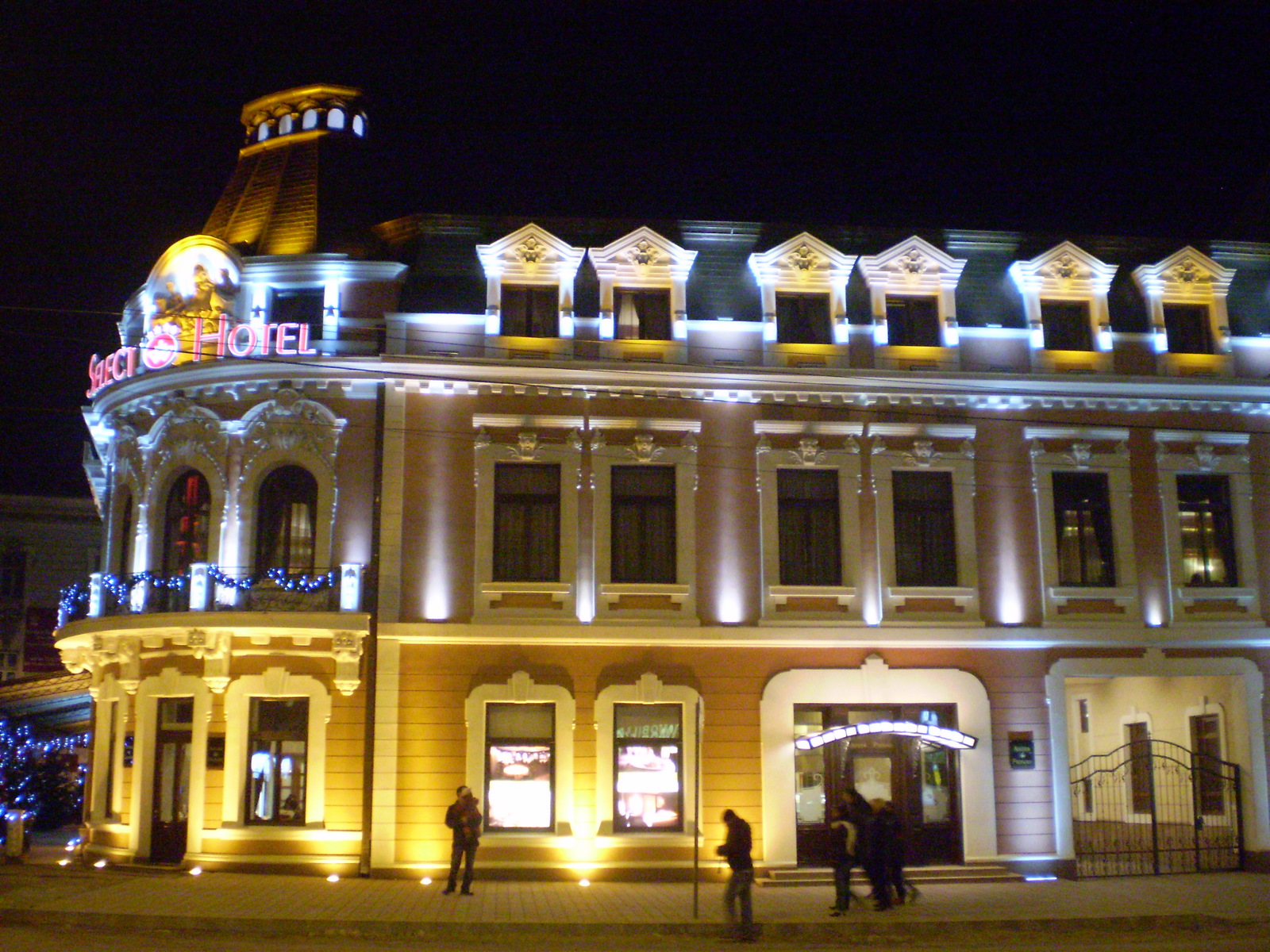
Hotel Select (Palatul Neuschotz)
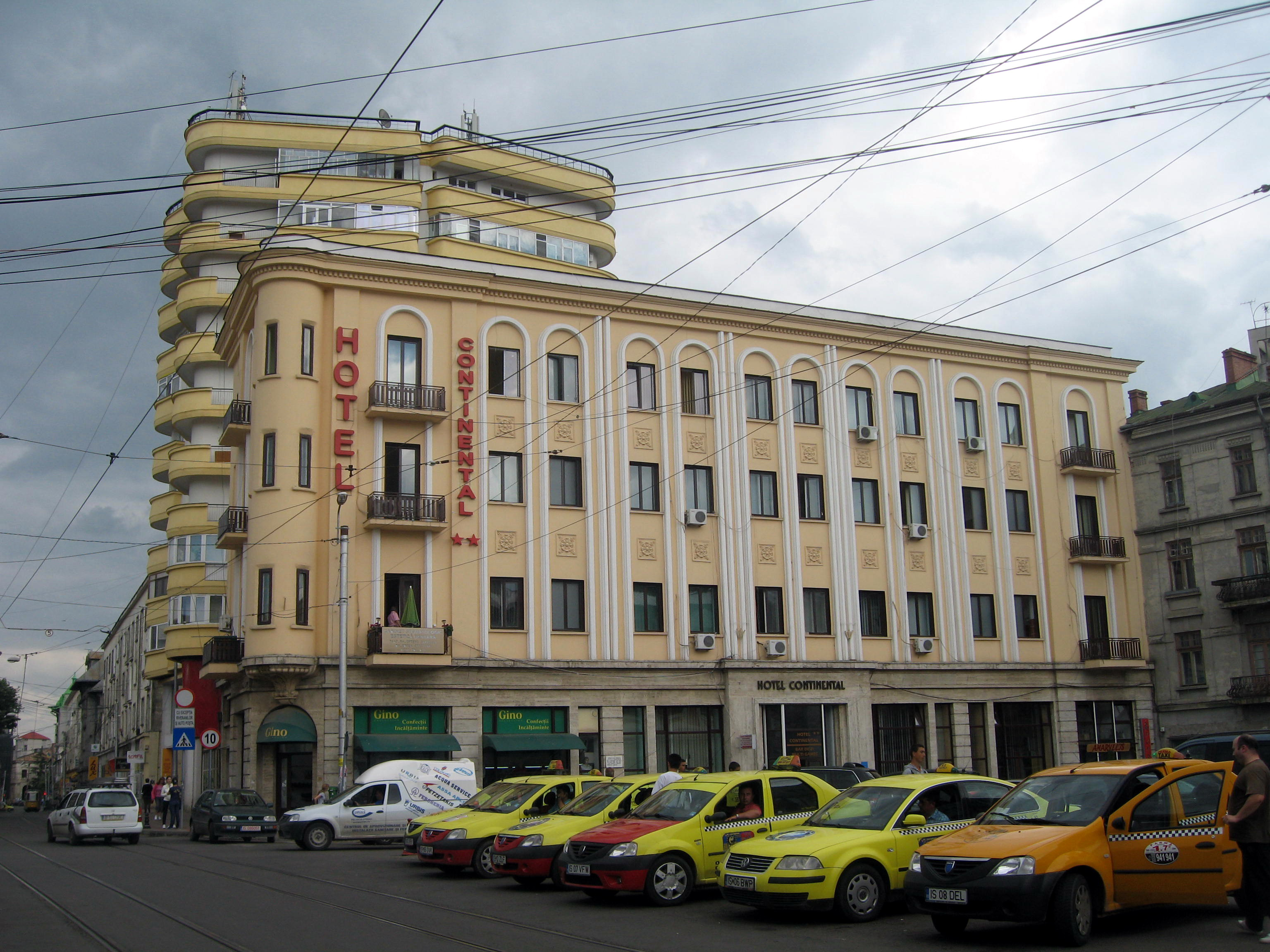
Hotel Continental și „blocul Plombă”